# Селанова
Селанова (гал. Celanova, ісп. Celanova) — муніципалітет в Іспанії, у складі автономної спільноти Галісія, у провінції Оренсе. Населення — 6020 осіб (2009).
Муніципалітет розташований на відстані близько 410 км на північний захід від Мадрида, 21 км на південь від Оренсе.
Муніципалітет складається з таких паррокій: Асеведо-до-Ріо, Алькасар-де-Мільманда, Аморосе, Ансеміль, Барша, Бобадела, Каньйон, Кастромао, Селанова, Фечас, Фрейшо, Мільманда, Моурільйос, Орга, Рабаль, А-Вейга, Віланова-дос-Інфантес, Вівейро.

## Демографія
Динаміка населення (INE ):

## Галерея зображень

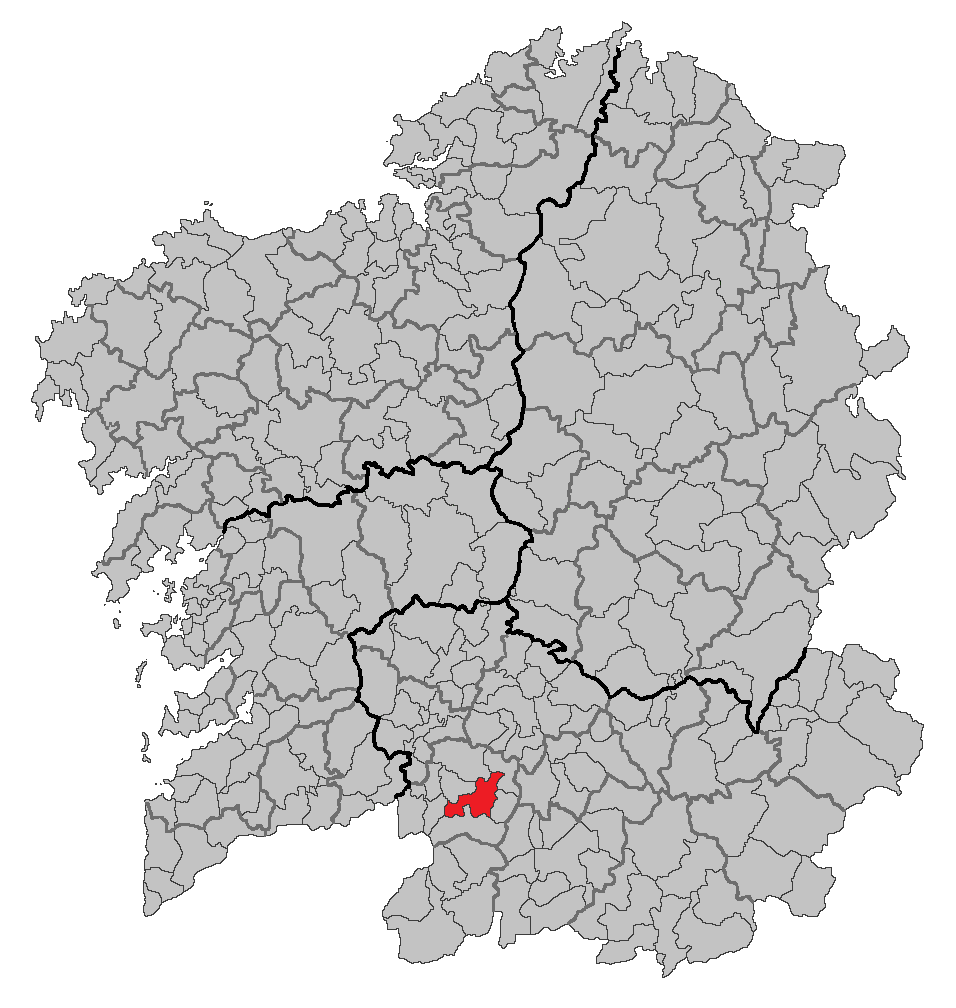
Розташування муніципалітету